# St. Vincenzstift (Aulhausen)

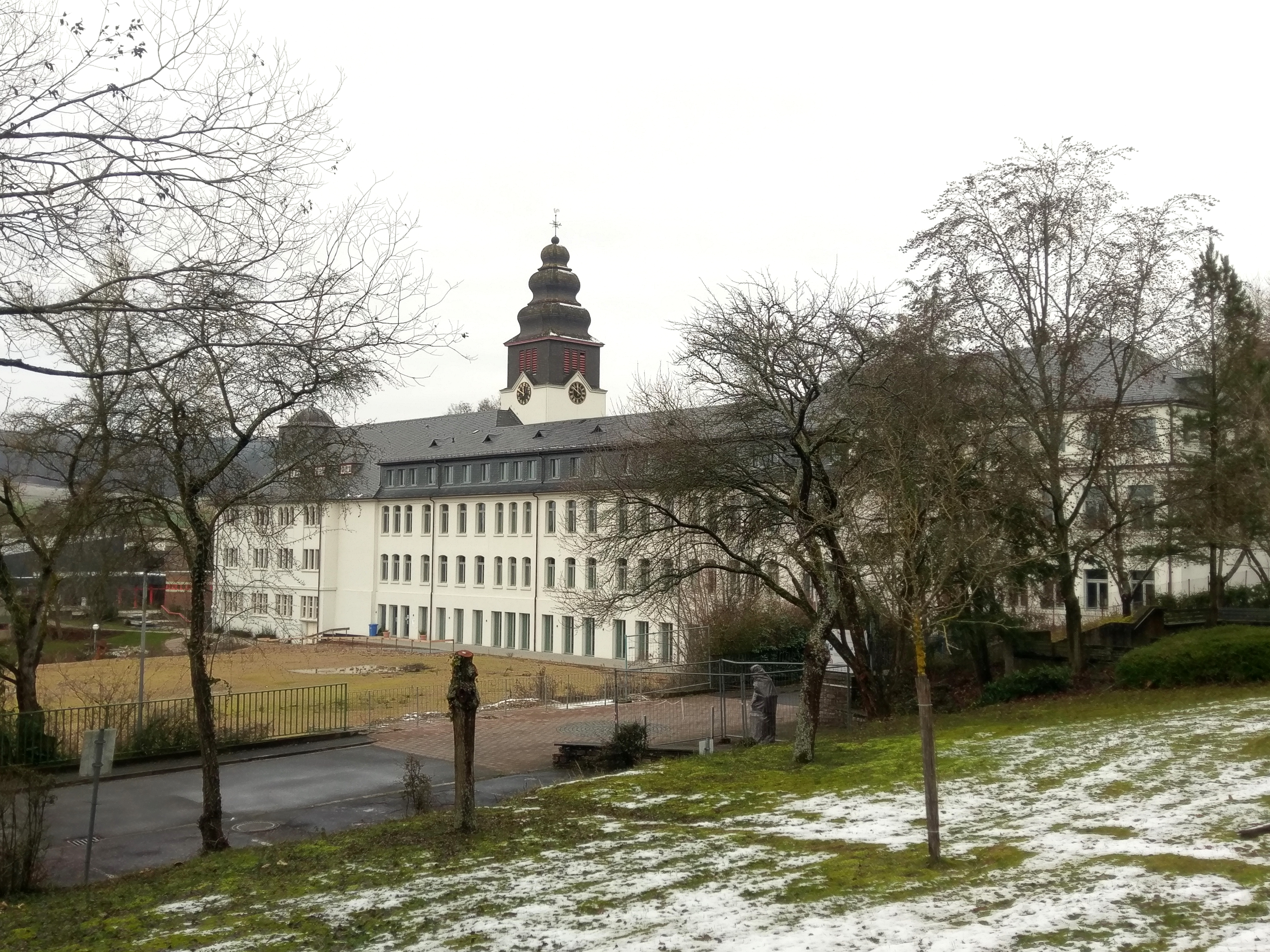
Hauptgebäude mit Marienkirche

Das St. Vincenzstift Aulhausen ist eine im Jahr 1893 gegründete karitative Einrichtung der katholischen Kirche im Bistum Limburg auf Basis einer gemeinnützigen Gesellschaft mit beschränkter Haftung (gGmbH), in der Menschen jeden Alters mit körperlichen und geistigen Behinderungen ganztägig betreut werden. Das Vincenzstift befindet sich in Aulhausen bei Rüdesheim am Rhein.
Die Einrichtung bietet Wohnheimplätze in fast 40 Gruppen. Daneben gibt es Schulen, Werkstätten und Angebote zum betreuten Wohnen. Die Stiftung ist Arbeitgeber von über 700 Beschäftigten.
An das Stift angegliedert ist das Kinder- und Jugendheim Marienhausen, eine Einrichtung der Jugendhilfe. Sie bietet stationäre Wohngruppen, Tagesgruppen, Jugendwohngruppen und betreutes Wohnen.
Direktor des St. Vincenzstiftes ist seit Juni 2006 Caspar Söling. Seit seiner Emeritierung als Bischof von Limburg im Februar 2007 bis zu seinem Tod im Jahre 2024 wirkte Franz Kamphaus (1932–2024) in der Seelsorge dieser Einrichtung.